# La presa di Izmail
La presa di Izmail (in russo Взятие Измаила?, Vzjatie Izmaila) è un romanzo del 1999 di Michail Pavlovič Šiškin. Il romanzo è stato pubblicato in Russia sulla rivista Znamya e nel 2000 è valso all'autore il Russkij Booker.
Il titolo del romanzo gioca sulla metafora della vita come fortezza da conquistare: in uno degli episodi del libro, un ragazzo sogna di realizzare un'attrazione con topi ammaestrati raffiguranti l'assedio di Izmaïl. Michail Šiškin ha affermato che questo romanzo è diventato per lui un'occasione per parlare con sua madre dopo la sua morte e mettere in pratica una risoluzione del conflitto che non è avvenuta quando lei era in vita.

## Contenuto
Il romanzo si apre con una lezione di medicina legale e il nucleo narrativo si sviluppa intorno alla figura di Aleksandr Vasil’evic, il quale tenta a lungo, e senza successo, di scrivere una biografia per un dizionario enciclopedico con il chiaro obiettivo di rimanere nella storia, di fissarsi nel testo, assicurandosi così un rifugio terreno contro la morte. La trama, dopo essersi così sviluppata, si blocca improvvisamente e, senza transizioni, senza apparenti giustificazioni nel testo, se non nel manifesto programmatico dell'autore, viene sostituita da un'altra trama. Il corpo complessivo del romanzo è formato dall'intreccio di trame incompiute e abbandonate: processi giudiziari nella Russia pre-rivoluzionaria, miti, leggende e citazioni da libri sulla storia russa e sulla storia del pensiero russo si succedono in modo continuo. Alla storia del protagonista Aleksandr Vasil’evic ambientata nel XIX secolo se ne sovrappone un'altra, quella di Michail Šiškin, che presenta moltissimi riferimenti autobiografici e si svolge in un flusso temporale diverso, contemporaneo alla vita dello scrittore.

## Stile
Šiškin prende in prestito parole altrui in gran quantità: diari, lettere, discorsi in tribunale, memorie, testi letterari, volantini costituiscono la base sulla quale l'autore costruisce un collage di stili e linguaggi diversi. Si alternano senza soluzione di continuità lo stile aulico e il barocco, quello popolare e osceno, senza dimenticare le numerose citazioni dotte in latino; secondo l'autore, non ha senso cercare di scrivere qualcosa che non sia stato già scritto, in quanto non esiste, ma bisogna sforzarsi di produrre un nuovo tipo di romanzo, un romanzo "totale", ossia un romanzo su tutto, in cui il personaggio principale è lo stile mutevole e instabile, come avviene per l'Ulisse di James Joyce.

## Edizioni
- (RU) Michail Pavlovič Šiškin, Взятие Измаила, Mosca, Vagrius, 2000, ISBN 9785264004995, OCLC 46632482.
- Michail Pavlovič Šiškin, La presa di Izmail, traduzione di Emanuela Bonacorsi, Roma, Voland, 2004, ISBN 9788888700793, OCLC 588009189.